# Diner (film, 1982)
Pour les articles homonymes, voir Diner.
Pour plus de détails, voir Fiche technique et Distribution.
Diner est un film américain réalisé par Barry Levinson et sorti en 1982.
Il s'agit du premier long métrage de Barry Levinson. C'est également le premier qu'il consacre à sa ville de Baltimore. Trois autres films suivront tout au long de sa carrière pour constituer avec celui-ci la série des « films Baltimore » : Les Filous (1987), Avalon (1990) et Liberty Heights (1999).

## Synopsis
À Baltimore en 1959, un groupe d'amis, copains d'université d'une vingtaine d'années, se réunissent pour fêter le mariage de l'un d'entre eux le temps d'un repas dans un diner à Fells Point.

## Fiche technique
Sauf indication contraire, les informations mentionnées dans cette section peuvent être confirmées par la base de données cinématographiques IMDb,  présente dans la section « Liens externes ».
- Titre original et français : Diner
- Réalisateur et scénariste : Barry Levinson
- Musique : Bruce Brody et Ivan Král
- Costumes : Gloria Gresham
- Direction artistique : Leon Harris
- Costumes : Gloria Gresham
- Photographie : Peter Sova
- Montage : Stu Linder
- Producteur : Jerry Weintraub

Producteur délégué : Mark Johnson
- Sociétés de production : Metro-Goldwyn-Mayer et SLM Production Group
- Distribution : MGM (États-Unis), CIC (France)
- Budget : 5 000 000 USD (estimation)
- Genre : comédie dramatique
- Durée : 110 minutes
- Dates de sortie[2] : 
  - États-Unis : 5 mars 1982
  - France : 22 décembre 1982

## Distribution
- Steve Guttenberg (VF : Patrick Poivey) : Eddie Simmons
- Mickey Rourke (VF : Eric Legrand) : Robert "Boogie" Sheftell
- Kevin Bacon (VF : Éric Baugin) : Timothy Fenwick, Jr.
- Daniel Stern (VF : Luq Hamet) : Laurence "Shrevie" Shreiber
- Timothy Daly (VF : Chris Benard) : Billy Howard
- Ellen Barkin (VF : Marie-Christine Darah) : Beth
- Paul Reiser (VF : Jean-Pierre Leroux) : Modell
- Michael Tucker (VF : Mario Santini) : Bagel
- Kathryn Dowling (VF : Joëlle Fossier) : Barbara

## Accueil
Ce film, réalisé pour 5 millions de dollars, en rapporte moins de 15 millions à sa sortie. Il est par ailleurs nommé aux Oscars pour son scénario, mais n'obtient pas cette distinction. Par contre, il a été apprécié des critiques cinématographiques américains, Pauline Kael en tête, et a eu une influence importante sur l'évolution de ce cinéma américain, pour S.L. Price, dans le Vanity Fair, écrivant plusieurs décennies plus tard.

## Distinctions principales
Source : Internet Movie Database : 

### Récompenses
- Boston Society of Film Critics Awards 1983 : meilleur acteur dans un second rôle pour Mickey Rourke, meilleur scénario
- National Society of Film Critics Awards 1983 : meilleur acteur dans un second rôle pour Mickey Rourke

### Nominations
- Oscars 1983 : meilleur scénario original
- Golden Globes 1983 : meilleur film musical ou de comédie

## Commentaires
Diner est écrit et réalisé par Barry Levinson. C'est le premier de ce qui constitue sa série des « films Baltimore », c'est-à-dire tournés dans la ville natale du réalisateur, Baltimore : Avalon, Les Filous et Liberty Heights. l'action se situe en 1959, le film est réalisé au tout début des années 1980 et est diffusé en 1982.
Ce film semi-autobiographique explore l'évolution des relations amicales adolescentes au moment du passage à l'âge adulte,.
L'évolution narrative se compose d'une succession de portraits plus qu'une narration traditionnelle. De plus, le script est majoritairement non écrit, Levinson préférant filmer au fur et à mesure et laissant libre cours aux acteurs pour accroître la camaraderie naturelle à l'écran. Pour S.L. Price, dans un article écrit pour Vanity Fair trente ans après la sortie du film, cette comédie « a ouvert la voie à Seinfeld, Pulp Fiction, The Office et à la carrière de Judd Apatow, et a fait de Mickey Rourke, Kevin Bacon, Ellen Barkin et Paul Reiser des stars. ».
Le fait marquant est que l'action est très réduite, il ne se passe pas grand chose au delà des portraits et des conversations libres et sans fin. Comme l'écrit S.L. Price, « En 2009, Nancy Franklin, critique de télévision au New Yorker, a déclaré à propos de la série Men of a Certain Age de TNT que "Levinson devrait recevoir des droits d'auteur chaque fois que deux hommes ou plus s'assoient ensemble dans un café". Elle n'a pas tout à fait raison. Il faut aussi qu'ils parlent. ».

## Projet de série télévisée
En 1983, Barry Levinson réalise lui-même le pilote d'une éventuelle série télévisée adaptée du film pour la chaîne CBS. Mike Binder y incarne Eddie, Paul Reiser reprend son rôle de Modell, Michael Madsen est Boogie et James Spader est Fenwick. La série ne verra jamais le jour et le pilote sera diffusé comme téléfilm[réf. nécessaire].